# Eupreponotus inflatus
Eupreponotus inflatus är en insektsart som beskrevs av Boris Petrovich Uvarov 1921. Eupreponotus inflatus ingår i släktet Eupreponotus och familjen gräshoppor. Inga underarter finns listade i Catalogue of Life.